# Roca de Cashel

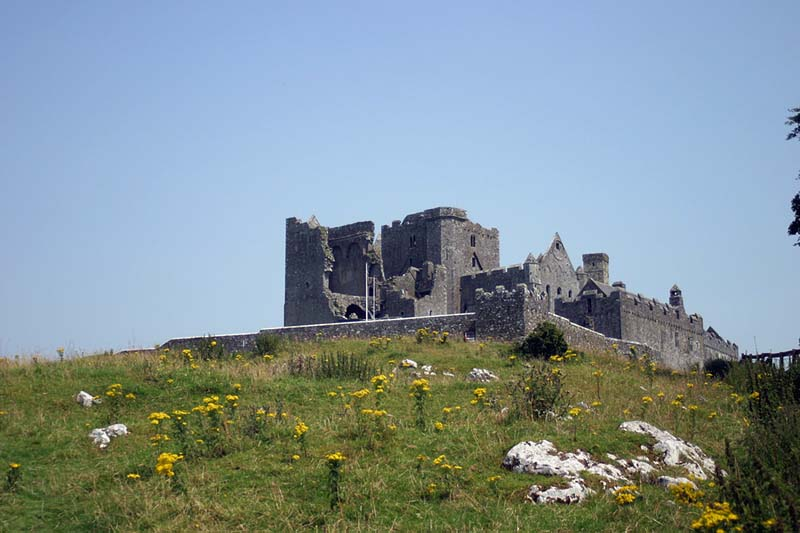

La Roca de Cashel (inglés: Rock of Cashel; irlandés: Carraig Phadraig), también conocido como Cashel de los Reyes (inglés: Cashel of the Kings) o Roca de San Patricio (inglés: St. Patrick's Rock), es un sitio histórico situado en Cashel, Condado de Tipperary, en Irlanda. 
La Roca de Cashel sirvió como tradicional asentamiento de los reyes de Munster desde el siglo V, cientos de años antes de la invasión normanda, aunque solamente perduran unas pocas estructuras de los primeros tiempos. La mayoría de los edificios actuales datan del siglo XII y XIII. En 1101, el rey Muirchertach Ua Briain cedió la fortaleza a la iglesia, convirtiéndose en un importante centro eclesiástico hasta que fue destruido durante las Guerras confederadas de Irlanda en 1647, siendo masacrados todos sus ocupantes. En el siglo XVIII la abadía fue finalmente abandonada.
Cashel es también conocido por ser el lugar en el que San Patricio, patrón de Irlanda, convirtió al rey de Munster en el siglo V.

## Edificios

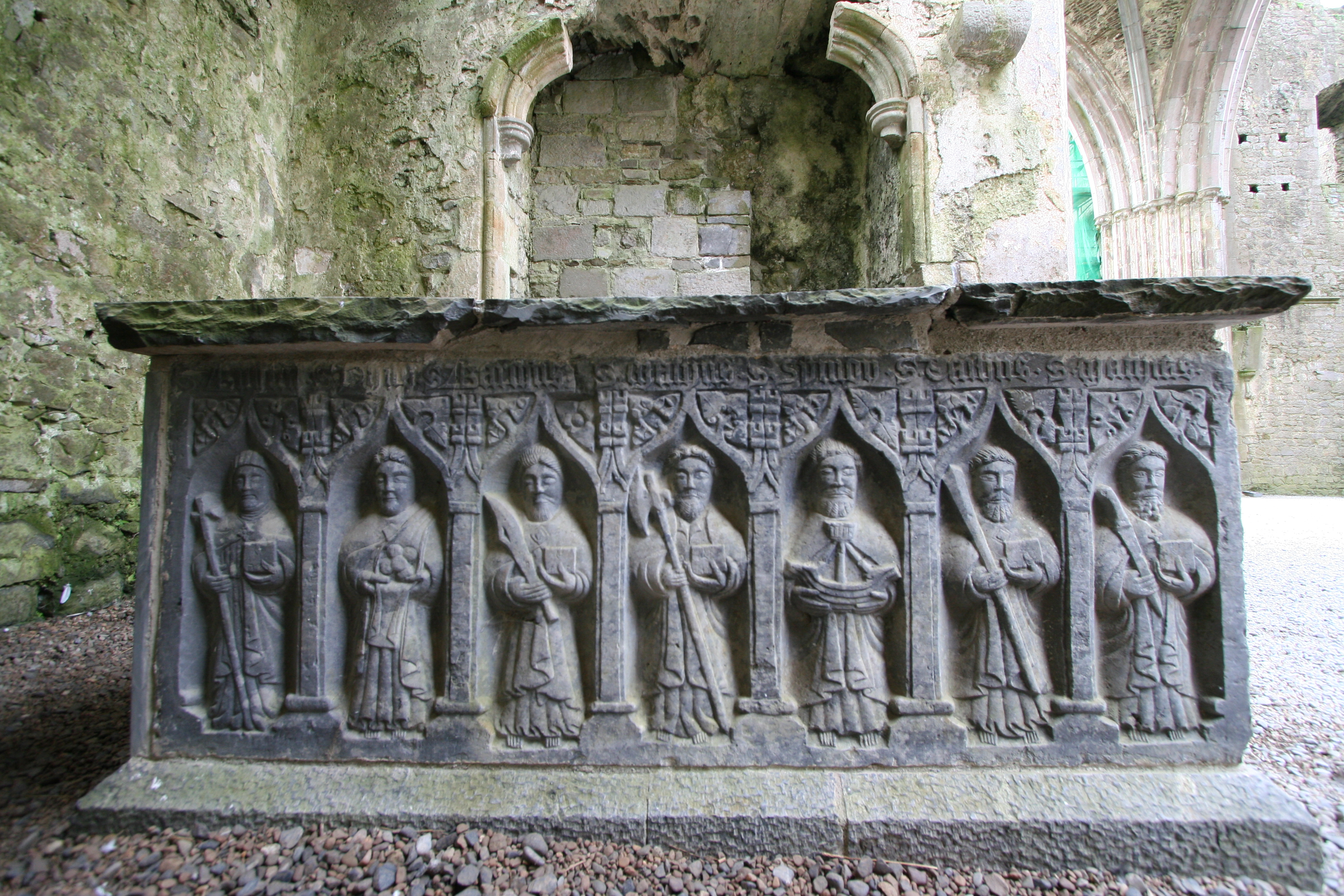
Una de las tres tumbas del lado norte.

- Torre: El edificio más antiguo y más alto es la torre circular de veintiocho metros que domina toda la llanura sirviendo de torre de observación y cuya entrada se encuentra a algo más de tres metros del suelo. La torre conservada en perfectas condiciones data de alrededor de 1100. La torre fue construida usando el método de piedra seca. Los restauradores modernos le han añadido mortero por razones de seguridad.

- Capilla Cormac: La capilla del rey Cormac Mac Carthaig, consagrada en 1134, es el edificio más importante desde el punto de vista del visitante moderno. Comenzada en 1127, es una estructura muy sofisticada al contrario de la mayoría de las iglesias irlandesas del románico que eran simples y con escasos adornos aislados. El abad de Ratisbona envió dos de sus carpinteros para la ayuda en el trabajo, y las torres gemelas de ambos lados y el cancel poseen una fuerte influencia germánica pagana no apreciada en ninguna otra obra en Irlanda. Contiene también uno de los frescos irlandeses mejor conservados de este período.

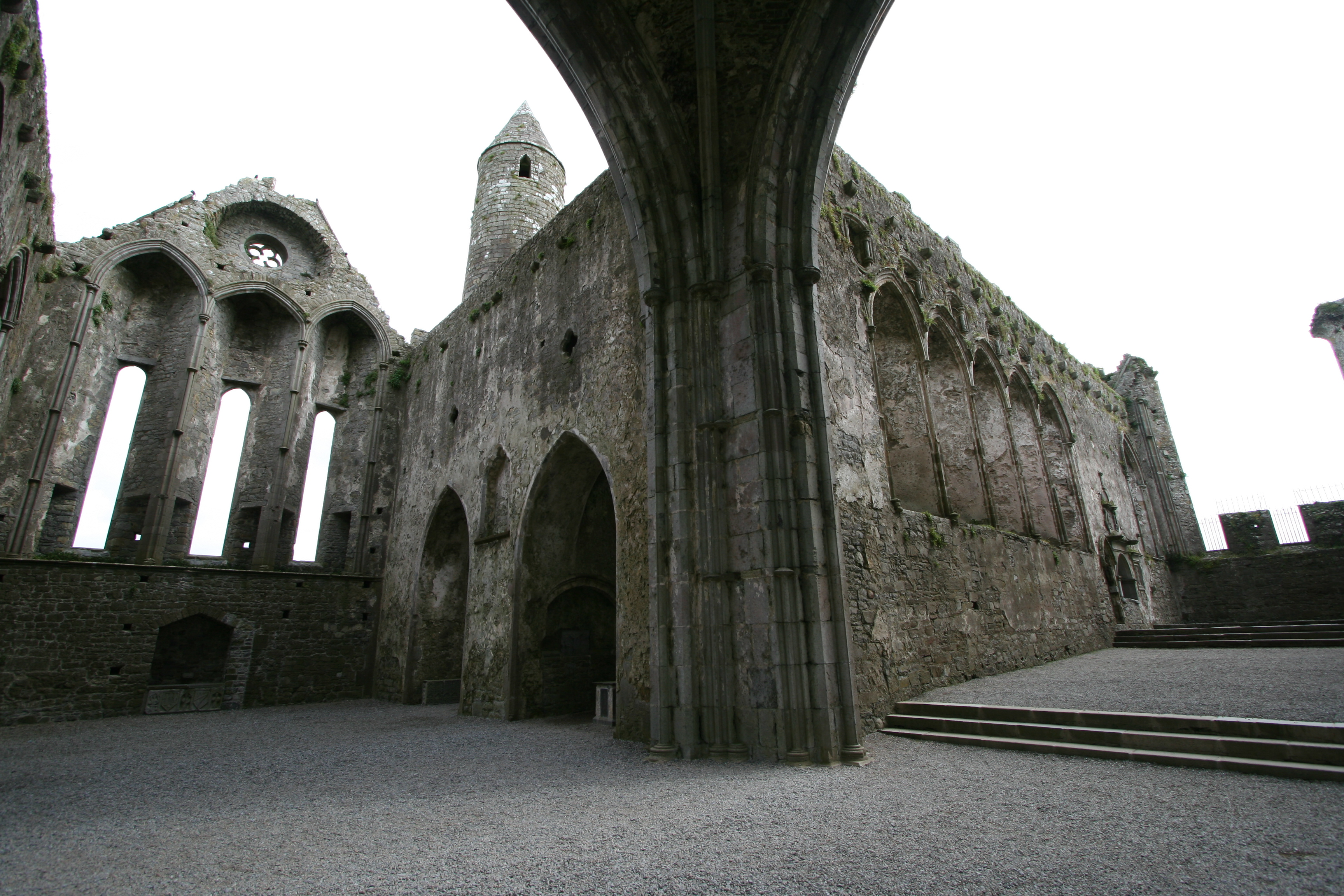
Catedral.

- La Catedral: Construida entre 1235 y 1270, es un edificio de planta cruciforme con torre central y terminando hacia el oeste en un palacio. En la nave norte se pueden encontrar tres tumbas del siglo XVI talladas con unos bajorrelieves de gran calidad artística.

- Palacio Arzobispal: Situado en el oeste de la catedral y unido a ella por pasadizos, el palacio data del siglo XV. Está construido a cuatro alturas destacando un salón central.
- Coro: Situado dentro de la catedral en él se encuentra la tumba de Miler Magrath, obispo católico y protestante.

- La sala del coro de los vicarios: Fue construida en el siglo XV. La coral de los vicarios era una coral laica designada para ayudar en los servicios de la catedral. En Cashel había originalmente ocho vicarios corales con su propio sello. Estos fueron reducido más adelante a cinco vicarios honorarios corales quienes designaron a personas cantantes como sus diputados, una práctica que continuó hasta 1836. La restauración de la sala fue emprendida en el año 1975 siendo la parte de acceso al complejo en la actualidad. El techo ha sido reconstruido completamente siguiendo el trazado medieval.
- Monumento de O'Scully: Es un monolito decorado erigido en 1870.
- Cruz de San Patricio: En el complejo existen dos, una copia situada en su emplazamiento original y la auténtica del siglo XII situada en el museo situado en la cripta debajo del coro de los Vicarios. Se trata de un fragmento de una cruz latina en cuya cara este se puede ver a San Patricio que estuvo en el lugar en el año 450. En el lado contrario se puede ver una escena de la crucifixión de Cristo.
- Cementerio: Rodeando a la catedral se encuentra el cementerio del que destacan sus cruces celtas.